# Cavall feral

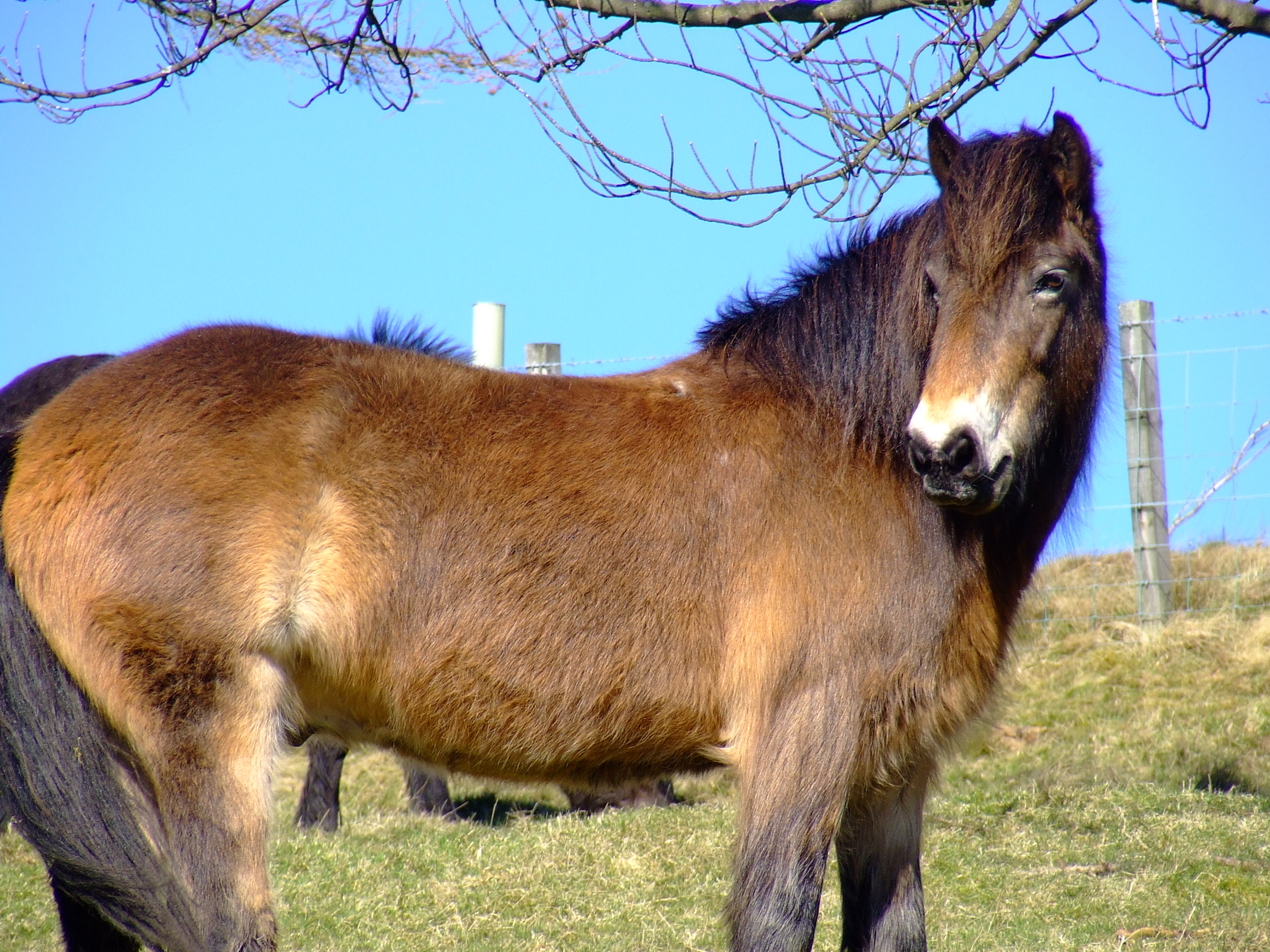
Cavalls ferals a Pentland Hills, Escòcia

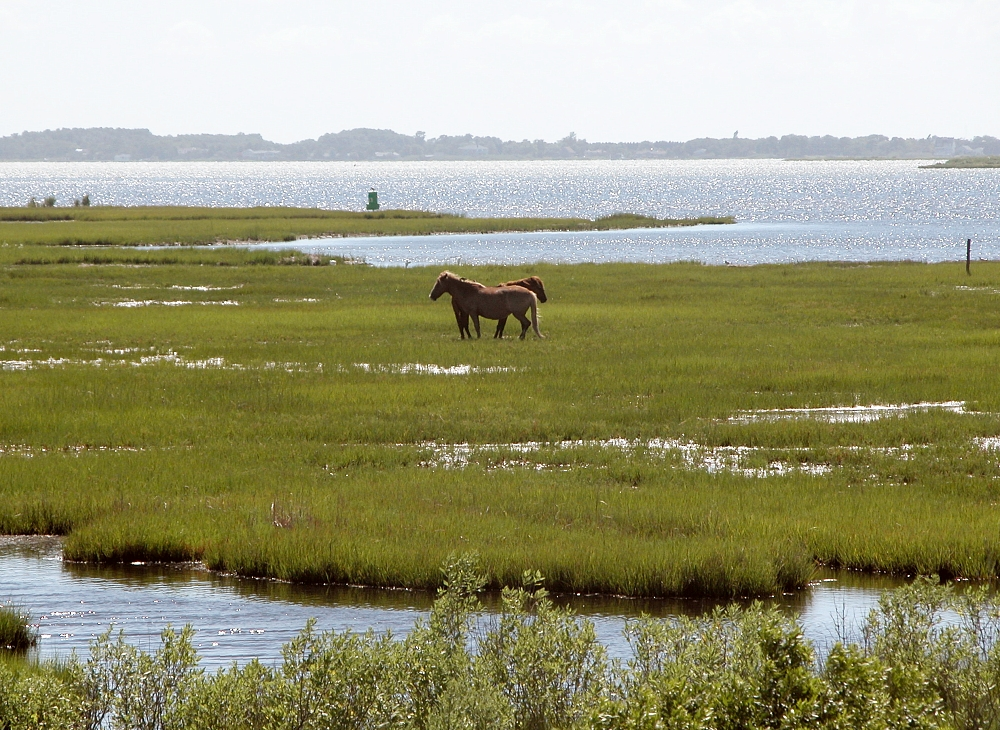
Ponis ferals a Assateague Island, Virginia

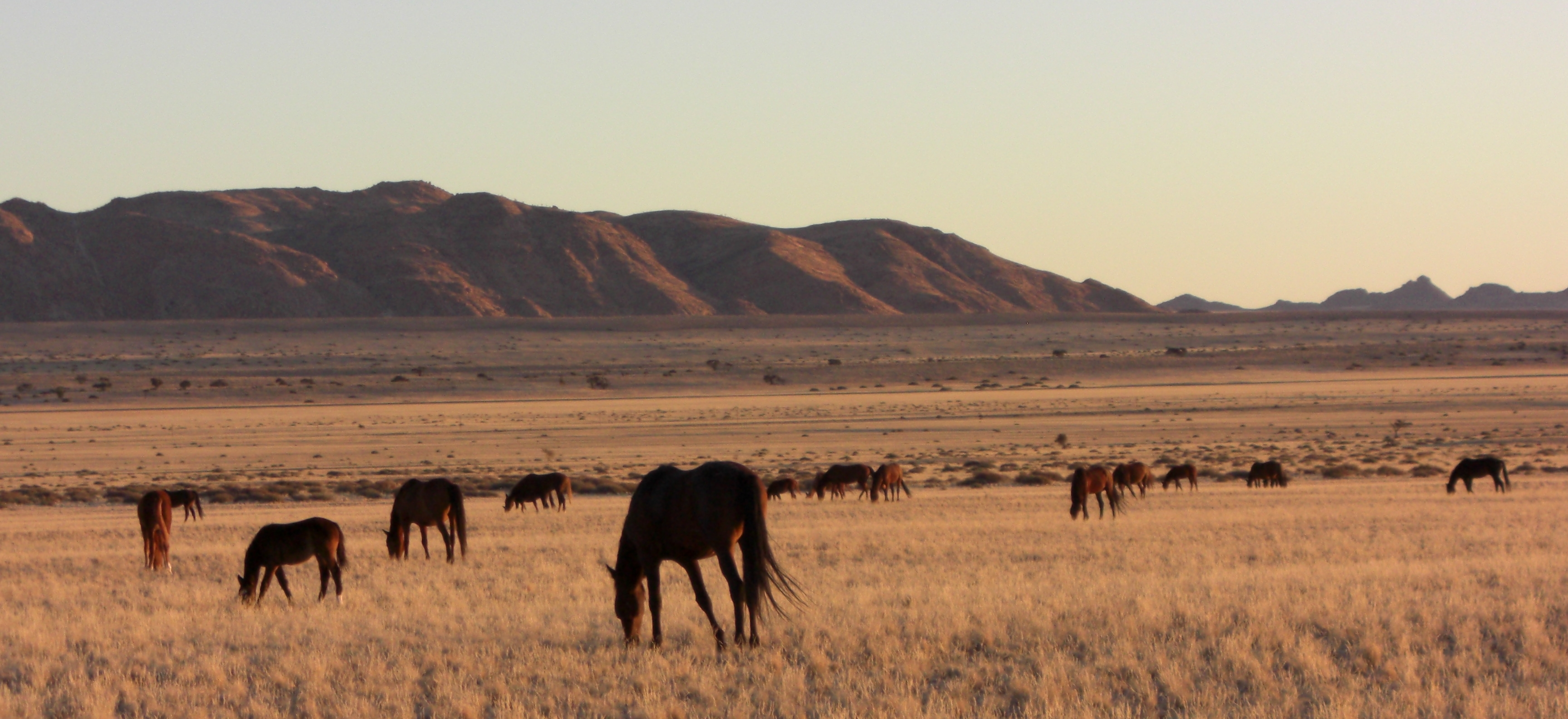
Cavalls ferals del Namib

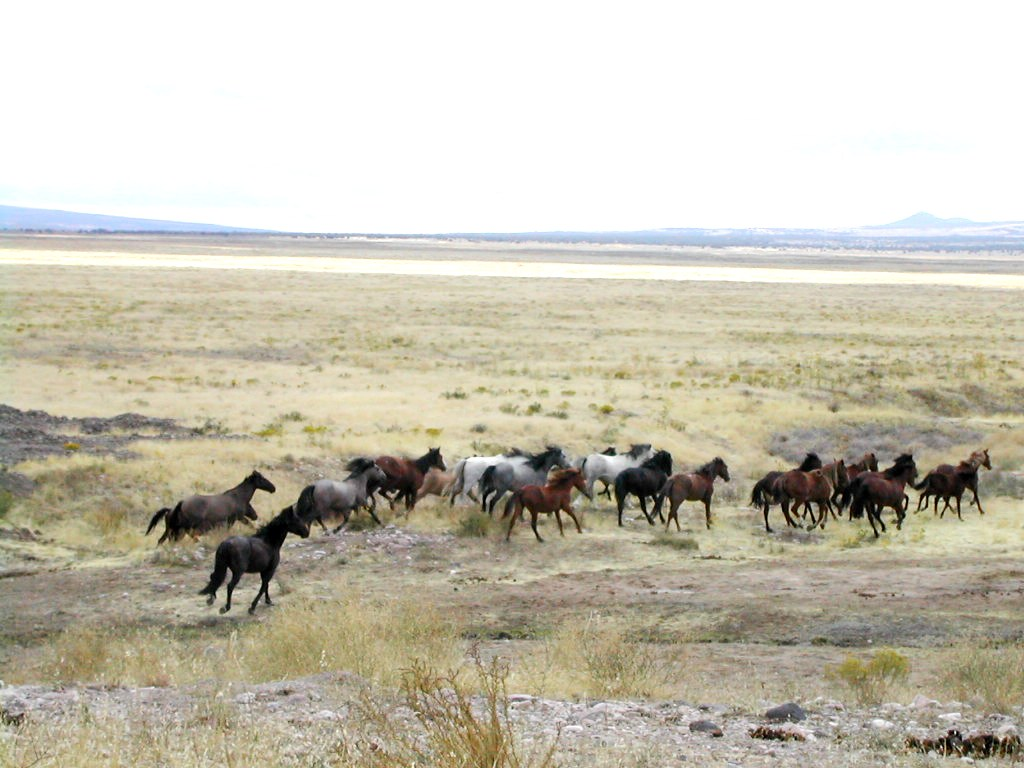
Manada de mustangs a Utah

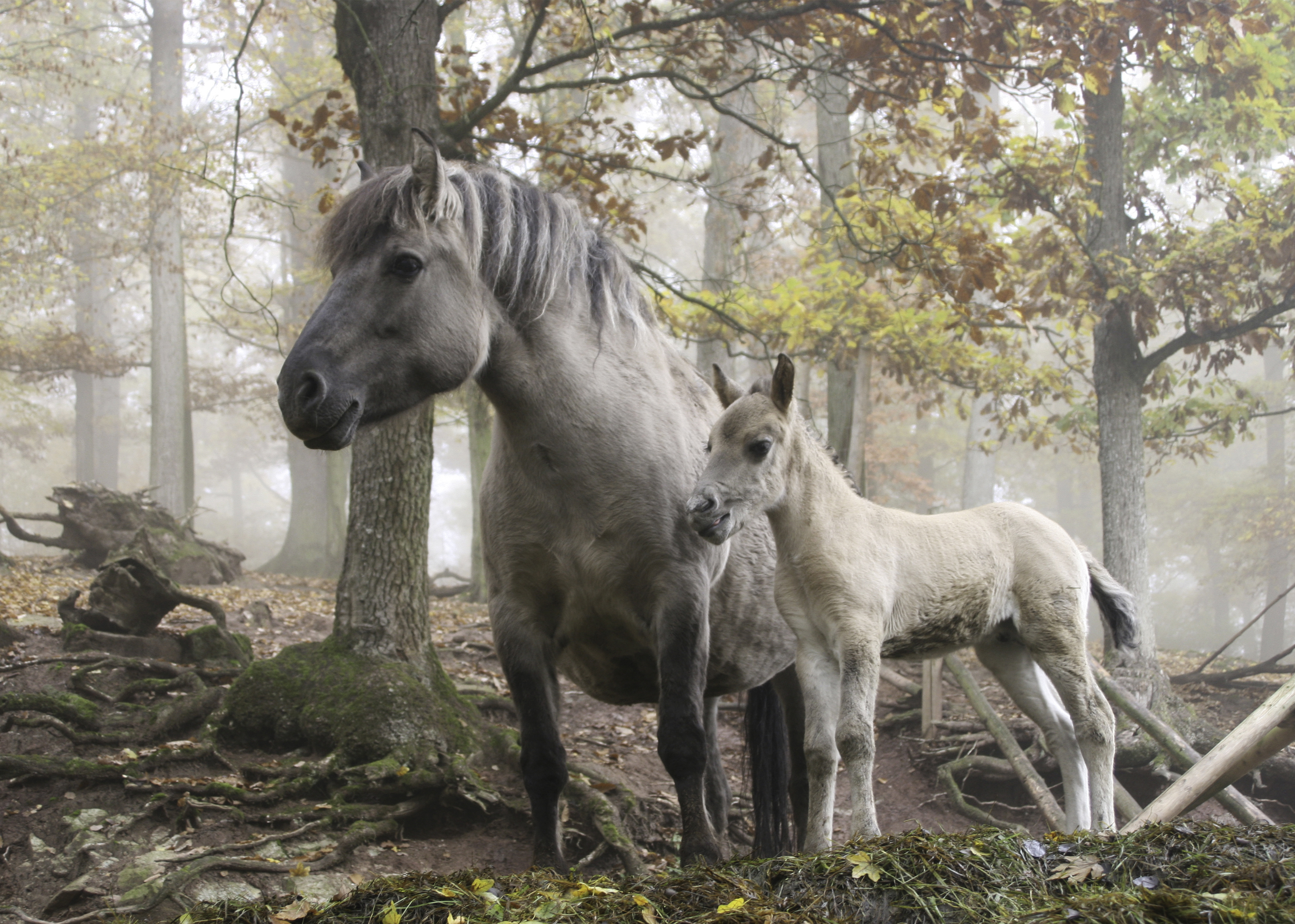
Cavalls ferals a Erlebnispark Tripsdrill, prop de Cleebronn

Un cavall feral o assilvestrat és aquell que viu en estat salvatge, i és d'origen domèstic ell mateix o els seus avantpassats.

## Origen dels cavalls ferals
Tots els avantpassats dels cavalls ferals eren cavalls domèstics. Als Estats Units, els mustangs resultaren de la supervivència, adaptació al medi ambient i èxit reproductiu de cavalls escapats al control dels colonitzadors. En les primeres fases d'una colònia, els cavalls, les mules, els ases i el bestiar (vaques i ovelles, principalment) eren escassos i molt preuats. I es guardaven amb zel, sovint en tancats. A poc a poc, en hàbitats adequats, el nombre d'animals va anar augmentant i la seva vàlua va minvar de manera proporcional. Primer les vaques i després els èquids es deixaven pasturar en règim de semillibertat. Alguns petits grups escaparen al control dels colonitzadors i es convertiren en ferals.
Un cop produït el fenomen de la vida en llibertat d'estalons i egües, l'increment d'aquesta població inicial pot ser considerable. Alguns estudis apunten a un creixement anual de la població de mustangs de l'ordre del 18% en els temps actuals. Una conclusió simplificada indica que, en cas de no haver-hi cap control sobre el creixement, la població es duplicaria cada 10 anys. (Hi ha estudis teòrics que confirmen la possibilitat d'una explosió demogràfica en mamífers: equació de Lotka-Volterra i similars.)

### El cas particular de les missions de l'Alta Califòrnia
La major part de les missions es fundaren amb un nombre molt reduït de cavalls. Les xifres típiques per a recria eren de 4 egües i un estaló per cada missió. A més, un parell de mules de sella, una dotzena de bast i quatre cavalls de sella.
En menys d'un segle, els cavalls es multiplicaren tant que, l'any 1832, la missió San José tenia uns 15.000 cavalls "domèstics". Els cavalls ferals competien amb el bestiar per les pastures i se sacrificaven per milers.

## Comportament
La majoria de cavalls assilvestrats viuen de manera semblant a la d'alguns èquids salvatges formant petits ramats controlats per un estaló. Cada ramat, el formen unes quantes egües, els poltres respectius, alguns cavalls immadurs d'ambdós sexes i, a vegades, algun mascle poc dominant. Hi ha una jerarquia molt clara i una egua dominant.
Quan els mascles es fan grans, són expulsats del grup i poden viure agrupats una temporada. En madurar del tot, proven d'integrar-se en un altre ramat lluitant amb l'estaló "propietari". El cavall que guanya queda com a amo del grup.
La majoria de cavalls assilvestrats sobreviuen en àrees aïllades i en condicions difícils. Segons els experts, perquè una població determinada de cavalls es pugui mantenir calen uns 150-200 individus pel cap baix, a fi que la diversitat genètica es pugui mantenir.

## Alguns exemples
- A l'oest americà, hi ha els mustang, protegits per llei i amb una població oficialment limitada a uns 40.000 exemplars. Cada any hi ha captures controlades i subhasta (amb condicions regulades per als futurs propietaris) dels animals capturats. Hi ha diverses poblacions en diferents reserves.
- A Austràlia, hi ha els brumbies descendents dels cavalls fugitius dels colons britànics. La població estimada és de l'ordre de 300.000 animals.
- A Portugal, hi el cas dels cavalls sorraia.
- Els cavalls de l'illa de Sable (Sable Island).
- Els cavalls de l'illa d'Assateague (Assateague Island).
- El cavalls de l'illa de Vieques (Puerto Rico).
- A l'Índia, hi ha un petit grup de cavalls assilvestrats a la reserva d'Assam. Aproximadament, uns 80 exemplars descendents dels cavalls escapats en la Segona Guerra mundial.

## Llista de poblacions de cavalls assilvestrats
- Abaco: cavalls d'Abaco, gairebé extints, a l'illa Abaco a les Bahames.[6]
- "Banker horse", cavall dels Outer Banks de Carolina del Nord.
- Brumby, cavall feral d'Austràlia.[7][8]
- Camarga: cavall de la Camarga, en zones pantanoses del delta del Roine.[9]
- Chilcotin:[10]
- Chincoateague: poni de Chincoteague, a l'illa d'Assateague, a les costes de Virgínia i Maryland.[11]
- Cumberland: cavall de l'illa de Cumberland, a Cumberland, estat de Geòrgia (Estats Units).[12]
- Danubi: cavall del delta del Danubi.[13]
- Dartmoor: poni Dartmoor, a Dartmoor (Anglaterra).[14]
- Elegesi: Elegesi Qiyus Wild Horse (Cayuse). Població feral a la vall de Nemaiah a la Colúmbia Britànica (Canadà).[15]
- Exmoor: poni Exmoor, a Anglaterra; bàsicament és un cavall domèstic, però hi ha alguns arments ferals.[16][17]
- Kaimanawa: cavall Kaimanawa, Nova Zelanda.[18]
- Kondudo: cavall Kondudo, a la regió de Kondudo, a l'Àfrica; en risc d'extinció.[19]
- "Marismeño de Doñana".[20]
- Misaki: Misaki, cavall feral del Japó; en risc d'extinció.[21]
- Mustang: mustang, cavalls ferals protegits de l'Oest dels Estats Units.[22]
- Namib: cavall del desert del Namib, a Namíbia.[23]
- New Forest: poni New Forest, poni domesticat amb alguns ramats ferals a la zona de Hampshire, Anglaterra.
- Nokota: cavall Nokota.[24][25]
- Sorraia: sorraia, cavall originalment feral nadiu de Portugal, entre els rius Sor i Raia.
- Sable: poni de Sable, a l'illa Sable, Nova Escòcia
- Welsh: poni gal·lès, domesticat, però amb una població feral d'uns 180 animals[26] als turons de Carneddau, al nord de Gal·les. Altres poblacions se'n troben a l'est del Parc Nacional Brecon Beacons.

## Impacte ambiental i social
De manera semblant a la d'altres poblacions de mamífers ferals, les poblacions de cavalls assilvestrats són la causa de polèmiques diverses. Els ramaders, quan els seus animals han de competir per les pastures amb les cavalls, són contraris als cavalls salvatges. Els amants dels cavalls hi estan a favor, fora de casos especials. Alguns naturalistes militants, considerant el cavall una espècie introduïda que degrada el medi original, són partidaris de la supressió dels cavalls ferals.
Cada població de cavalls ferals, en funció de l'hàbitat afectat, presenta un problema particular.
Als Estats Units, hi havia hagut cavalls salvatges que es van extingir. I hom considera que els mustang ferals no són una espècie del tot forastera. I que es poden tolerar i fins i tot protegir en determinades àrees.
A Austràlia, el cavall és una espècie introduïda, que mai no hi havia existit. La simple existència de ramats de cavalls ferals pot posar en perill el sòl, la vegetació i les espècies animals indígenes.
En el cas dels mustang americans, quan un ramat està prop de zones habitades, representa un risc potencial per a tanques i altres estructures construïdes pels humans. A Austràlia passa el mateix. Hi ha casos de cavalls ferals i bestiar domèstic que competeixen per les zones de lliure pastura. Els ramaders, normalment, defensen que les pastures lliures siguin per al seu bestiar.
Hi ha casos, com el del poni Chincoteague o el del poni Misaki, que tenen valors històrics i sentimentals que cal tenir en compte.
La majoria de poblacions de cavalls ferals estan controlades. Els sistemes de control poden ser els següents: sacrifici dels cavalls, captura d'animals i transformació en domèstics (prèvia venda o adopció), esterilització permanent, esterilització temporal...